# Stadio São Januário
Lo stadio São Januário (in portoghese Estádio São Januário) è uno stadio di Rio de Janeiro. Ospita le partite del Vasco da Gama e si trova nel quartiere che dal 1898 porta il nome del club calcistico.
Il progetto originario è opera dell'architetto e ingegnere Ricardo Severo.